# دصيور
الدصيور أو الدَّزْيُور أو السنَّور الجرابيّ (باللاتينية: Dasyurus) أو الکوئول (بالإنجليزية: Quoll)‏ هو جنسٌ من الحيوانات الجرابيَّة اللاحمة التي تعيش في قارة أستراليا وجزيرتي تسمانيا وغينيا الجديدة القريبتَين منها. الدصيور بشكل رئيسي من الروامس، إذ يقضي معظم النهار في جحره، ثم يخرج ليصطاد ليلاً تحت جنح الظلام. ثمَّة ستة أنواعٍ مختلفة من الدصيور، تعيش أربعةٌ منها في أستراليا بينما الاثنان الآخران في جزيرة غينيا الجديدة. كما ويُوجد نوعان مُنقرضان عاشا خلال عصري البليوسين والبلستوسين في إقليم كوينزلاند غرب أستراليا. تظهر الدراسات الوراثية أنَّ هذا الحيوان ظهر في عصر الميوسين قبل 15 مليون سنة، ثم انفصلت أنواعه الستة عن سلفها المشترك منذ نحو أربعة ملايين سنة. تختلف أنواع الدصيور بدرجةٍ كبيرة في أحجامها وأوزانها، إذا يُمكن أن تزن ما يتروح من 300 غرامٍ إلى 7 كيلوغرامات. وهي مكسوَّة بفراءٍ أسود أو بني وأنوفها زهريَّة اللون. تعتبر هذه الكائنات انعزالية إلى حدٍّ بعيد، لكنها تقترب من بعضها لأغراضٍ اجتماعية مُعيَّنة، مثل التزاوج الذي يحدث خلال فصل الصيف. تلد الأنثى 18 جرواً، لا تنجو منها عادةً سوى 6.
يأكل الدصيور الثدييات صغيرة الحجم - مثل الأرانب - والطيور والسحالي والحشرات. يتراوح عُمر الدصيور الطبيعي من عامين إلى خمسة أعوام. وقد انحدرت أعداد جميع أنواعه بصورةٍ حادَّة منذ استيطان الأوروبيين في أستراليا، إلى حدِّ أن أحد أنواعه (وهو الدصيور الشرقي) قد انقرض على يابسة أستراليا ولم يعد موجوداً سوى في جزيرة تسمانيا. من أكبر التهديدات التي تواجه بقاء هذه الحيوانات حالياً مفترساتها الطبيعية (مثل ضفدع القصب) والتمدن والأفخاخ المَسمومة، إلا أنَّ بعض المنظمات تعمل على حمايتها وإعادة إكثارها الآن.

## التصنيف

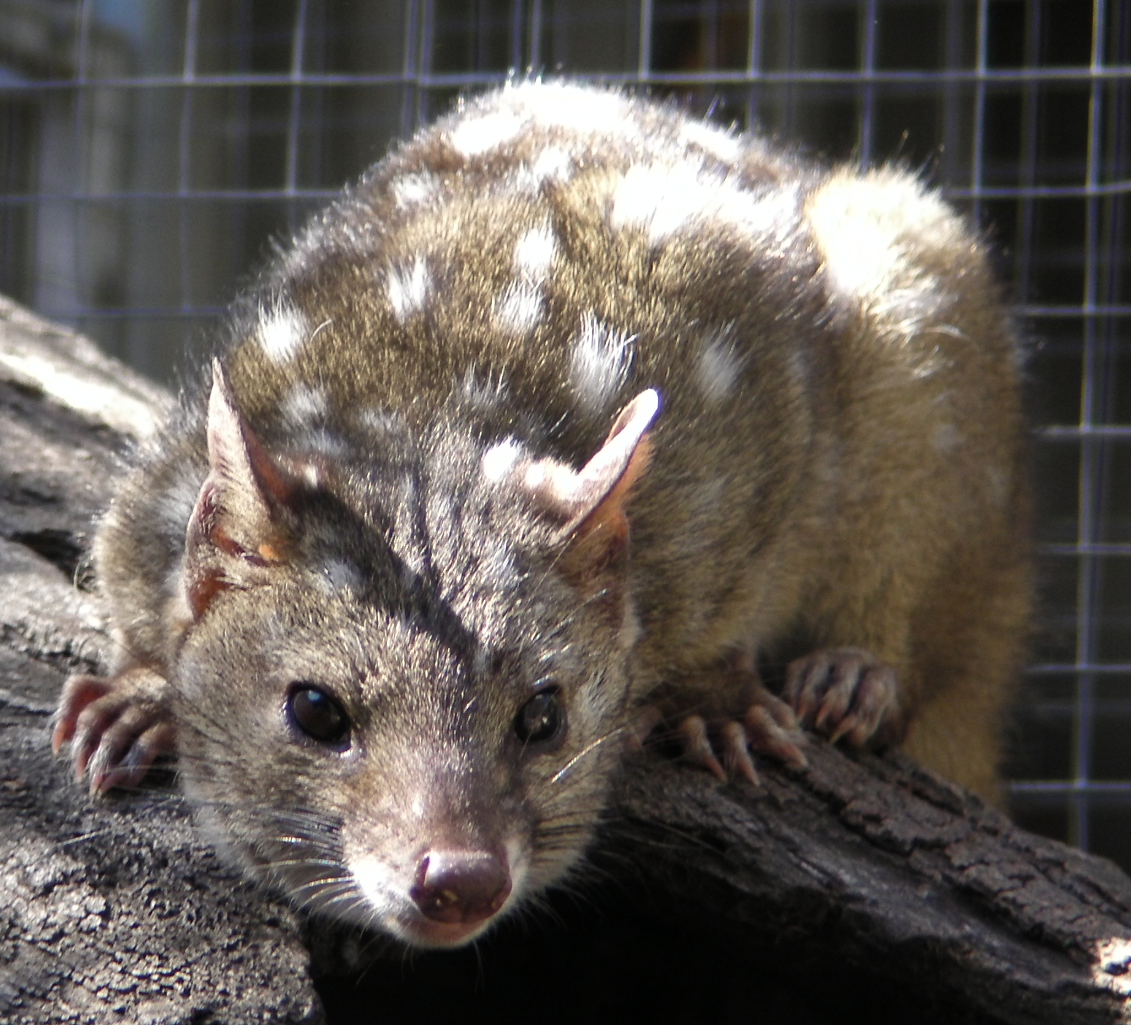
دصيور غربي في حديقة حيوانات كيفرشام الأسترالية.

اشتقَّ من كلمة δασύουρος (تُنطَق على صورة دصيوروس) اليونانية، والتي تعني «ذا الذيل المُشعَرّ». كان أول من اقترح الاسم عالم الطبيعة الفرنسي إيتيان جوفري سانت هيلار.
جمع المستكشف جيمس كوك في عام 1770 بعض حيوانات الدصيور أثناء جولته رحلته إلى ساحل أستراليا الشرقي، وقد أشار إليها باسم جديدٍ هو  je-quoll مشتقٍّ من لغة قبيلة الغوغو يمثر المحليَّة، التي كانت تقطن حول موقع مدينة سيدني الحديثة. شُبِّهت هذه الحيوانات من حيث الشكل بحيواني ابن عرس والدلق، وقد وُصِفَ أحد أنواعها وهو الدصيور الببري بأنَّه دلق مُرقَّط، بينما وصف الدصيور الشرقي بأنَّه أبسوم مُرقَّط. بحلول عام 1804، ذاعت تسميات محليَّة بين المستوطنين الأوروبيين في أستراليا لهذه الحيوانات، منها «القطة النمريَّة» و«القطة المحليَّة». إلا أنَّ علماء الأحياء سعوا للتخلُّص من تلك الأسماء ونشر الاسم الأكثر علميَّة للحيوان.
عثر على بقايا أربعة أنواعٍ مختلفة من الدصيور أثناء التنقيب في رسوبيَّات حديقة كهوف جبل إتنا الوطنية، الواقعة قرب روكامبتون بمنطقة كوينزلاند. اثنان من هذه الأنواع هُما الدصيور الببري والشمالي، كما وقد عثر على نوعٍ شبيه جداً بالدصيور الشرقي (قد يكون النوع ذاته بالواقع)، أما النوع الأخير فهو شكلٌ قبل تاريخيٍّ وغير معروفٍ بعد من الدصيور، وقد عاشت جميع هذه الأنواع في مناخ غابة مطيرة. لا زال الدصيور الشمالي يعيش حتى الآن في المنطقة ذاتها. في عام 1971 وصف عالم الأحياء بارثولامي نوعاً قبل تاريخي من الدصيور يُدعَى D. dunmalli، وهو أقدم شكلٍ معروف من الحيوان حتى الآن. وقد عثر على أحافيره في رسوبيات من عصر البليوسين بجنوب شرق كوينزلاند. النوع ليس معروفاً إلا من بقايا فك سفليٍّ وبعض الأسنان، لكنَّه كان قريباً للدصيور الببري.
كان أول نوع وُصِفَ في التاريخ من هذه الحيوانات هو الدصيور الشرقي، حيث صنَّفه علماء الأحياء آنذاك ضمنَ جنسٍ من الأبوسوم الأمريكي، وأطلق عليه الاسم العلمي Didelphis maculata. لكن هذا الاسم لا يعتبر سليماً الآن، بل وقد أعطي القسم الثاني منه لنوعٍ آخر هو الدصيور الببري Dasyurus maculatus، أما الدصيور الشرقي فقد أطلق عليه الأحيائي جورج شو اسماً جديداً عام 1800 هو Dasyurus viverrinus.

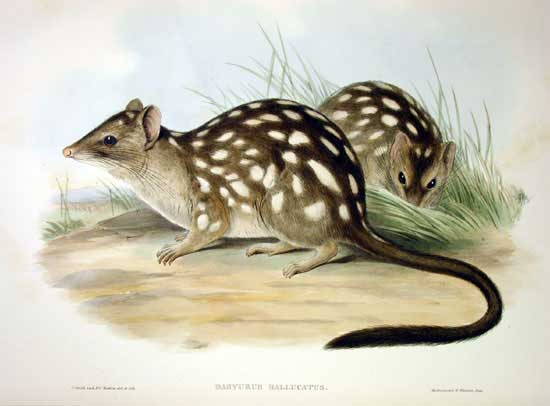
رسم من عام 1863 للدصيور الشمالي، الذي تناقَصت أعداده في أستراليا كثيراً خلال القرن الأخير.

تنتمي مجموعة الدصيور إلى فئة تصنيفيَّة أكبر (قبيلة) تدعى Dasyurini، وتضمُّ إلى جانب الدصيورات بعض الحيوانات الجرابية الأسترالية مثل شيطان تسمانيا والأنتيشينوس والكواري والملغارا. أظهرت تحليلات لجينات الدصيورات أنَّها تطوَّرت خلال نهاية عصر الميوسين، منذ ما يتراوح من 15 إلى 5 ملايين عامٍ مضت، وهي ذات الفترة التي ظهرت خلالها العديد من أنواع الجرابيات. وقد انفصل أسلاف جميع الأنواع الحاليَّة من الدصيور عن بعضهم بعضاً بحلول بداية عصر البليوسين قبل 4 ملايين عام.
يضمُّ جنس الدصيور حالياً أربعة أنواعٍ مُصنَّفة علمياً:
- الدصيور البرونزي (D. spartacus): هو النوع الوحيد من الثدييات الذي يعيش في جنوب جزيرة غينيا الجديدة، كما يعيش في شمال أستراليا.[14] انتقلَ هذا الحيوان إلى قارة أستراليا عبر جسر يابسة كان قائماً بينها وبين غينيا الجديدة، لكنَّ الجسر غرق تحت الماء بسبب ارتفاع منسوب البحر بعد انتهاء العصر الجليدي الأخير. أظهرت دراسة أجريت عام 2007 أن الدصيور البرونزي قد يكون وثيق الارتباط جينياً بالدصيور الغربي.[15]
- الدصيور الغربي (D. geoffroii): لا يعيش هذا الدصيور إلا في غابة جارا (تقع على الطرف الجنوبي الغربي من أستراليا) إضافةً إلى أجزاءٍ من وسط وجنوب القارة. رغم ذلك، يعتقد أن الدصيور الغربي كان يعيش في الماضي بنحو 70% من أراضي أستراليا، لكنَّه اختفى من معظمها بسبب علاجيم القصب والمفترسات الطبيعية وتدمير الموئل والأفخاخ المسمومة.[16]
- دصيور غينيا الجديدة (D. albopunctatus): يعيش في مُعظم أنحاء جزيرة غينيا الجديدة. يقطن بالعادة أماكن ييبلغ ارتفاعها حوالي 1,000 مترٍ، إلا أنَّه موجودٌ في جزيرة يابن المنخفضة.[17]
- الدصيور الشرقي (D. viverrinus): يعتبر هذا النوع منقرضاً الآن على البر الرئيسي لقارة أستراليا، فقد شوهد آخر مرة هناك في الستينيات. لكنه يعيش في مُعظم أنحاء جزيرة تسمانيا القريبة، ببيئاتٍ منها غابات مطيرة وأحراشٌ مختلفة، وهو ينتشر حول المزارع حيث يتغذَّى على الأعشاب.[18]
- الدصيور الببري أو الدصيور ذو الذيل المُشعَرّ (D. maculatus): يعيش في جنوب شرقي أستراليا. يفضِّل إقامة أوكاره في الصخور عوضاً عن الأشجار.[19] تناقصت أعداد الدصيور الببري في منطقة كوينزلاند بدرجةٍ كبيرة، وأصبحت مناطق تواجده محدودةً بعض الشيء.[20]
- الدصيور الشمالي (D. hallucatus): كان يعيش في الأجزاء الشمالية من أستراليا قبل قرنٍ واحد. لكنَّه يقطن الآن بصورةٍ أساسية المناطق الصَّخرية المرتفعة كثيرة الأمطار، وينتشر كثيراً في الجزر الصَّغيرة حول أستراليا.[21] تظهر الدراسات الوراثية أنه كان أول نوعٍ انفصل تاريخياً عن باقي أسلاف الدصيور الحديث.[12]

## الخصائص الأحيائية

### الوصف

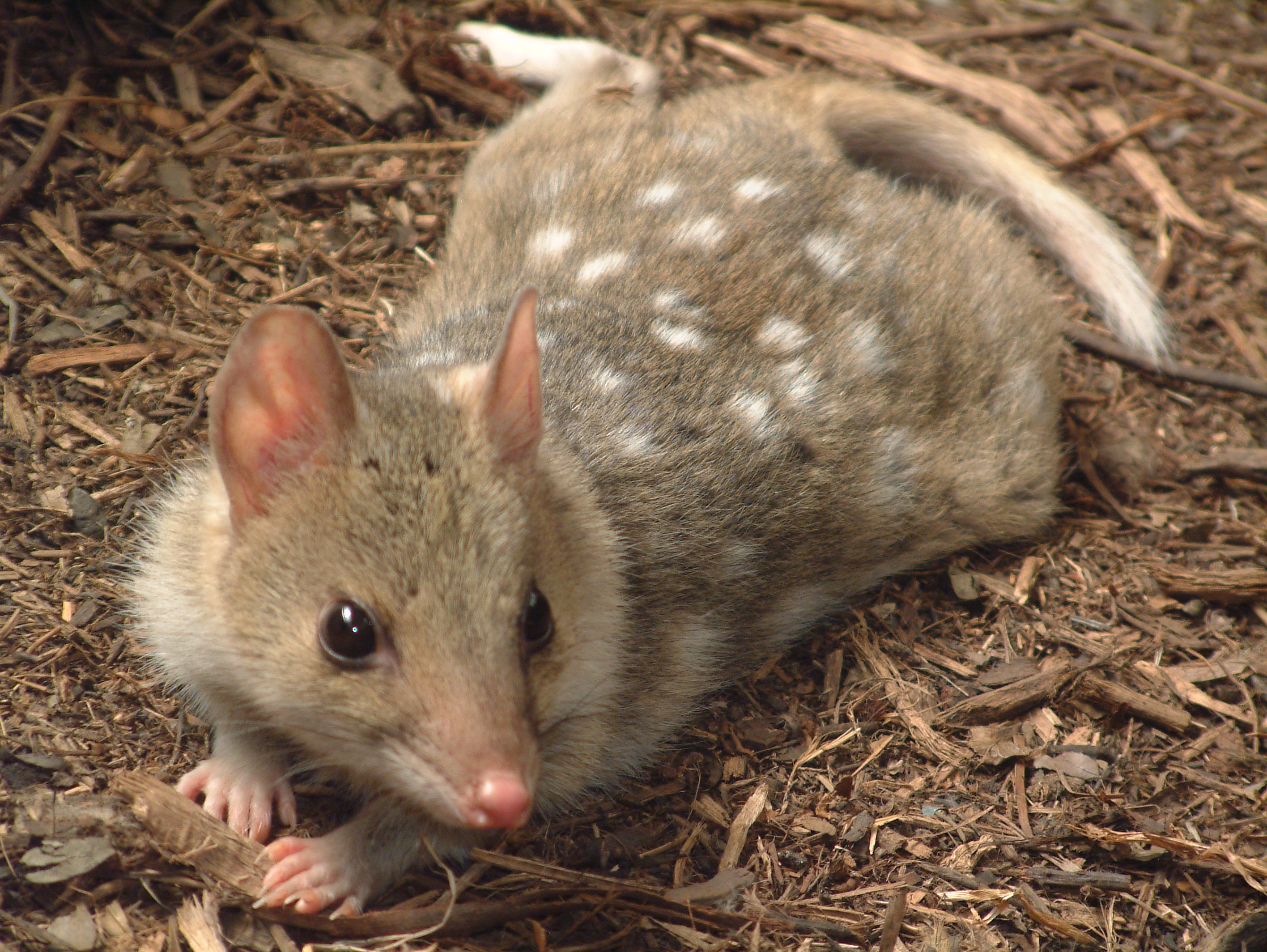
دصيور شرقي في منطقة فكتوريا.

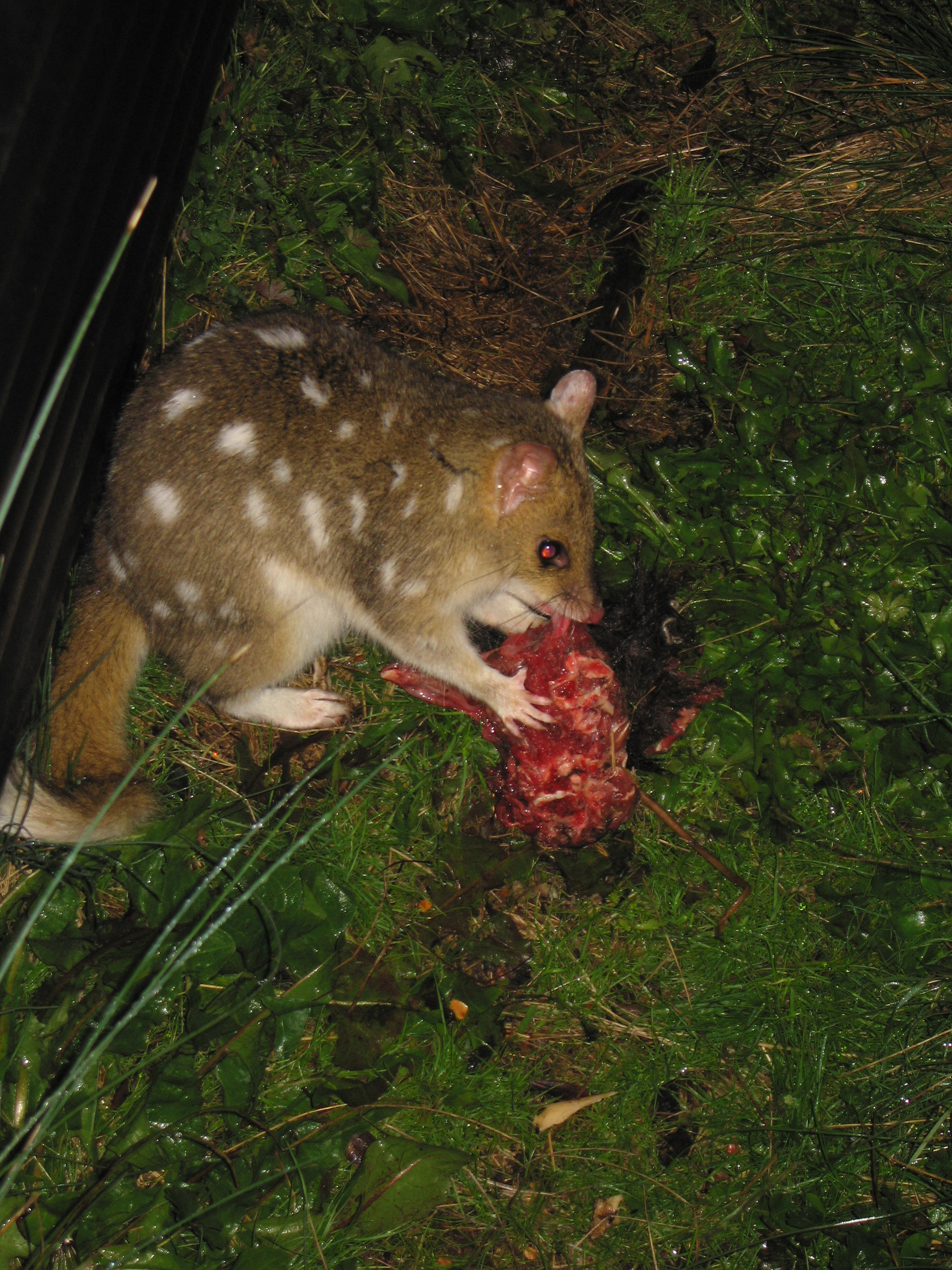
دصيور شرقي يتغذَّى على قطعة لحم.

يتراوح طول الدصيور البالغ من 25 إلى 75 سنتيمتراً، منها 20 إلى 35 سم يشكِّلها الذيل. لدى الإناث 6 حلمات للرِّضاعة، وتكتسب هذه الحلمات بروزاً في موسم الإنجاب. لون فرائها أسود أو بني، وتتخلَّله عادة بقعٌ بلون مختلف. أما أنفها فهو زهريُّ اللون وطويل نسبياً. تعيش هذه الحيوانات وسطياً ما بين عامين وخمسة أعوام، وإلى حدٍّ ما تعيش أنواعها الأكبر حجماً لسنواتٍ أكثر من تلك الأصغر حجماً. وهي تعيش حياةً انعزالية، وتنشط في أوقات الليل بصورة أساسية. يختلف وزن الدصيور إلى حد كبير اعتماداً على نوعه، إذ تزن ذكور الدصيور الشرقي والغربي ما بين 1.3 و0.9 كلغم، في حين أن الدصيور النمر هو أثقل الأنواع وزناً بما يتراوح من 4 إلى 7 كلغم، والأصغر هو الدصيور الشمالي بما يتراوح من 300 إلى 500 غرام.

### السلوك
الدصيور هو حيوانٌ آكلٌ للحوم من فئة الجرابيَّات. وهو كائنٌ رامس بشكلٍ أساسي، حيث يقضي وقت النهار بالنوم داخل جذوع أشجارٍ مُجوَّفة أو أوكارٍ بين الصخور، ثم يخرج ليصطاد في الليل (مع ذلك، من الممكن في أحوالٍ نادرة أن يخرج للصيد نهاراً). تتحرَّك هذه الكائنات عادةً على الأرض، لكنَّها تتسلق الأشجار في أحيانٍ كثيرة. يحدِّد الدصيور منطقة خاصَّة به ويحميها، ضمن مسافة عدَّة كيلومتراتٍ من موقع وكره. من المُمكن أن تتداخل منطقة الذكر مع مناطق إناثٍ عديدة، لكنه لا يلتقيهن أو يحتك بهن إلا في موسم التزاوج. تستعمل حيوانات الدصيور أماكن مُخصَّصة وعامة لقضاء حاجتها (تكون عادةً فوق بروزٍ يعلم منطقة الدصيور)، حيث تستخدمها عدة حيوانات في الآن ذاته، ويُمكن للواحد منها أن يحتوي أكثر من 100 روث. الدصيور حيوان انعزالي بالدرجة الأولى، فهو لا يتصل ببني جِنسه إلا عند التزاوج أو قضاء الحاجة.

### الغذاء
الغذاء الرئيسي للدصيور هو اللحم، تأكل الأنواع الصَّغيرة من الدصيور الحشرات والضفادع والطيور والسحالي والفاكهة، بينما تأكل الأنواع الكبيرة الطيور والزواحف والثدييات بما فيها النضناض والأبوسوم. من أبرز الحيوانات التي يأكلها الدصيور الأبوسوم كث الذيل والقواع والأرانب. أما عندما يكون الغذاء شحيحاً فقد تأكل البندقوط وجيف الحيوانات الميِّتة.
للدصيور مخالب قويَّة تسمح له بالحفر في جحور الكائنات الأخرى تحتَ الأرض لاصطيادها. يصطاد الدصيور بالتسلُّل خفيةً وراء طرائده، وإن كان أكبر حجماً منها فهو يقفز عليها لتثبيتها ومنعها من الحركة بمخالبه، بينما يلتهمها بأسنانه، أما إن كانت الفريسة أكبر منه فهو يستهدف رقبتها بفكَّيه للقضاء عليها.
يُمكن للدصيور أن يحصل على حاجته من الماء من أجسام الفرائس التي يأكلها، لذلك فإنَّه قادرٌ على تحمُّل ظروف الجفاف الصَّعبة.

### التكاثر
يتزاوج الدصيور في فصل الشتاء. حالما تتلقَّح أنثى الدصيور، يتحوَّل جلد بطنها إلى جرابٍ ينفتح من الخلف. يستمر الحمل مدَّة 21 يوماً، ثم يولد جروٌ بحجم حبَّة الأرز. تضع الأنثى ما يصل إلى 18 جروٍ في كل مرَّة، لكن ستة منهم فقط يحافظون على حياتهم بعد أول أسبُوعَين. تبقى الجراء في جراب الأم ثمانية أسابيع، حيث يرضعون من ستِّ حلماتٍ داخل الجيب نفسه. في منتصف الأسبوع التاسع، يتسلَّق الصغار إلى خارج الجراب ويصعدون إلى ظهر الأم، حيث يبقون لشهرٍ ونصف. يكتمل نمو الدصيور خلال عامٍ من ولادته تقريباً، ويعيش في المتوسِّط سنتين إلى خمس سنوات. بحسب دراسة نُشِرَت عام 2008، فإنَّ هيئة جراب أنثى الدصيور دليلٌ ممتاز على حالة دورتها الشهريَّة، فأثناء الطور الجريبي يكون أحمر اللَّون وكثير الإفرازات، أما عند الإباضة فهو يصبح عميقاً ورطباً.

## الانتشار والموطن

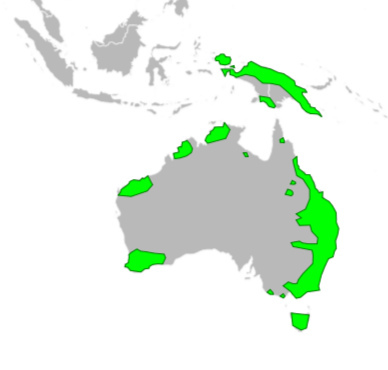
خريطةٌ لمناطق عيش جميع أنواع الدصيور الستة، في قارة أستراليا والجُزر المحيطة بها.

لا يعيش هذا الحيوان في أيِّ مكانٍ من العالم عدا قارة أستراليا وجزيرتي غينيا الجديدة وتسمانيا القريبتين منها. في الماضي، كانت أنواع الدصيور منتشرةً في كل أنحاء هذه الجزر تقريباً، لكنها لم تعد تسكن الآن سوى مساحاتٍ محدودة.
الدصيور كائنٌ أرضي بطبيعته بصورة أساسيَّة، لكنَّه طور على مرِّ الزمن قدرةً على تسلُّق الأشجار. يعيش كل نوعٍ من الدصيور في منطقةٍ منفصلة عن مناطق تواجد الأنواع الأخرى. فلا يقطن الدصيور الببري والشرقي سوى البيئات الرَّطبة، ويمكن أن يتواجد الدصيور الغربي في البيئات الرطبة أيضاً، لكنه قادرٌ - من جهة أخرى - على العيش في البيئات الجافة في وسط أستراليا، أما الدصيور الشمالي فلا يسكن سوى المناطق المداريَّة غزيرة الأمطار.

## التهديدات

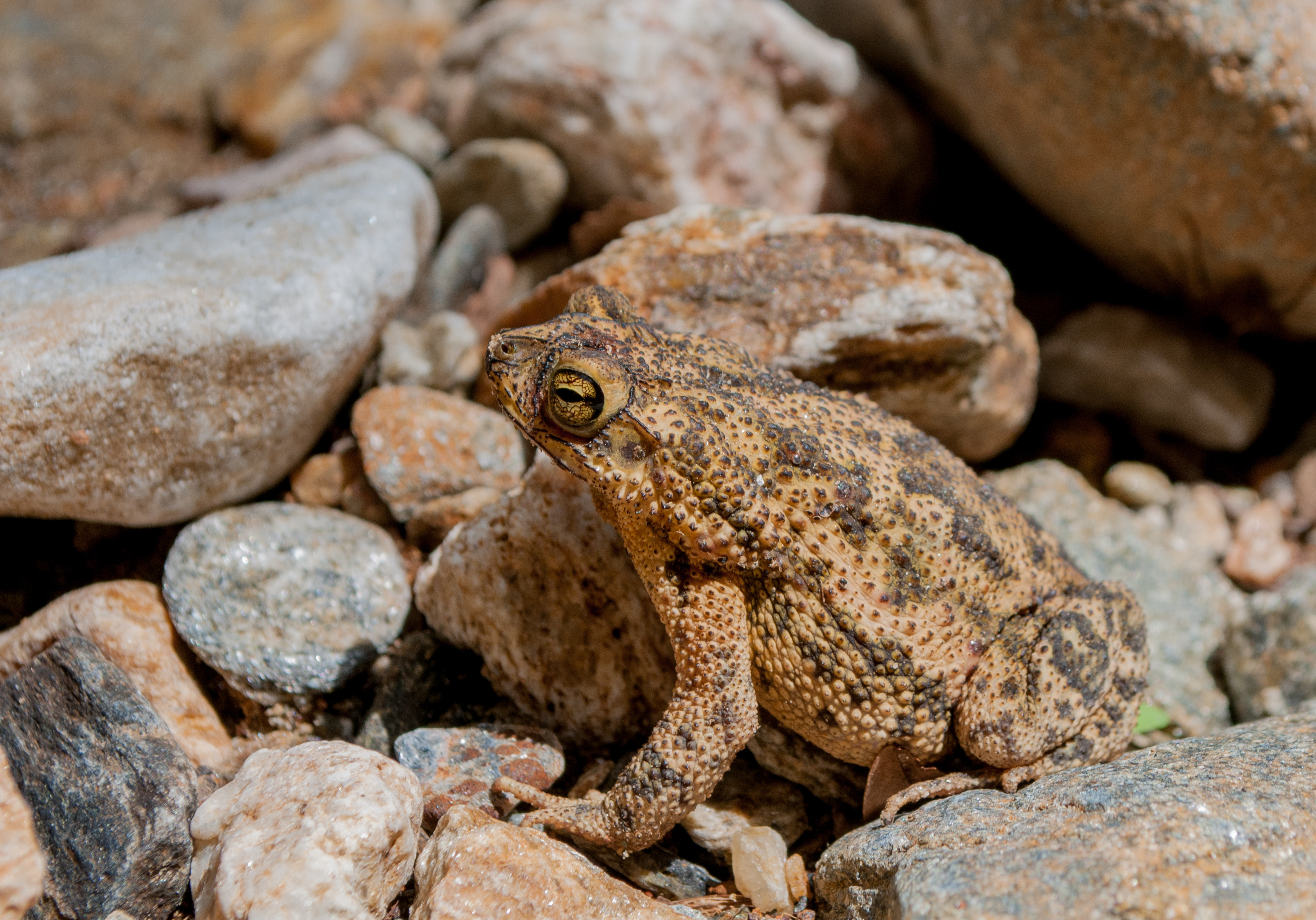
علجوم قصبٍ قربَ نهرٍ في فنزويلا، تمثِّل هذه البرمائيات أحد أكبر التهديدات الطبيعيَّة للدصيور بسبب احتواء أجسامها على سمٍّ يقتل من يلتهمها.

استقدم نوع من البرمائيات يُدعَى علجوم القصب إلى منطقة كوينزلاند الأسترالية في عام 1935، وأخذت أعداده بالازدياد باضطرادٍ منذ ذلك الحين. تمثِّل هذه العلاجيم السَّامة تهديداً شديداً للدصيور الشمالي، إذ أن اصطيادها والتهامها قد يتسبَّب بقتله. كما تستطيع هذه العلاجيم قذف سمٍّ يُصيب العيون بعمى دائم. تعتبر علاجيم القصب نوعاً مجتاحاً بطبيعتها، ولذلك فإنَّها تهديدٌ شديد لبقاء الدصيور. من الأعداء الطبيعيِّين للدصيور أيضاً الثعالب والقطط، والتي يُمكن أيضاً أن تنافسه على الطرائد التي يتغذى عليها، وبالتالي يُصبح من الأصعب على الدصيور أن يجد غذاءً لنفسه (على سبيل المثال، تناقصت أعداد الأرانب كثيراً مُنذ استقدام الثعالب إلى أستراليا). وقد عملت جمعيَّات حماية البيئة على إبادة الثعالب من عدَّة جزرٍ حول أستراليا، كوسيلة للحفاظ على الدصيور من الانقراض.
يواجه الدصيور تهديداتٍ بشريَّة عديدة في الوقت الحاضر، من أبرزها ظاهرة التمدُّد العمراني وأنشطة التعدين وتوسُّع الأراضي الزراعيَّة. كما أنَّ موائله تتعرَّض للتدمير بسبب الرعي الجائر للأعشاب في مناطق عيشه. كما تسهم حرائق الغابات المنتشرة في أستراليا بتقليص مساحة موائله الطبيعية.
يُستَعمل سمُّ فلوروأسيتات الصُّوديوم على نطاقٍ واسعٍ في أستراليا لمكافحة الآفات، مثل الأرانب الأوروبية والثعالب والكلاب البرّية كالكلب الأسترالي، حيث يُوضَع هذا السمُّ في قطع لحمٍ تُنشَر بالبرية لتأكلها هذه الحيوانات. يؤثِّر هذا السم بقوَّة شديدةٍ في الكلاب والعديد من المفترسات البرية، لكن أثره ضعيفٌ على الدصيور، خصوصاً على أنواعه كبيرة الحجم. مع ذلك، يُمكن أن يكون هذا السم قاتلاً لإناث الدصيور أو صغاره اليافعين. تحقِّق منظَّمات بيئية حالياً في أثر استعمال سم، لتدرس ما إذا كانت نتيجته النهائية إيجابية أم سلبيَّة على أعداد الدصيور في أستراليا.

## جُهود الحماية

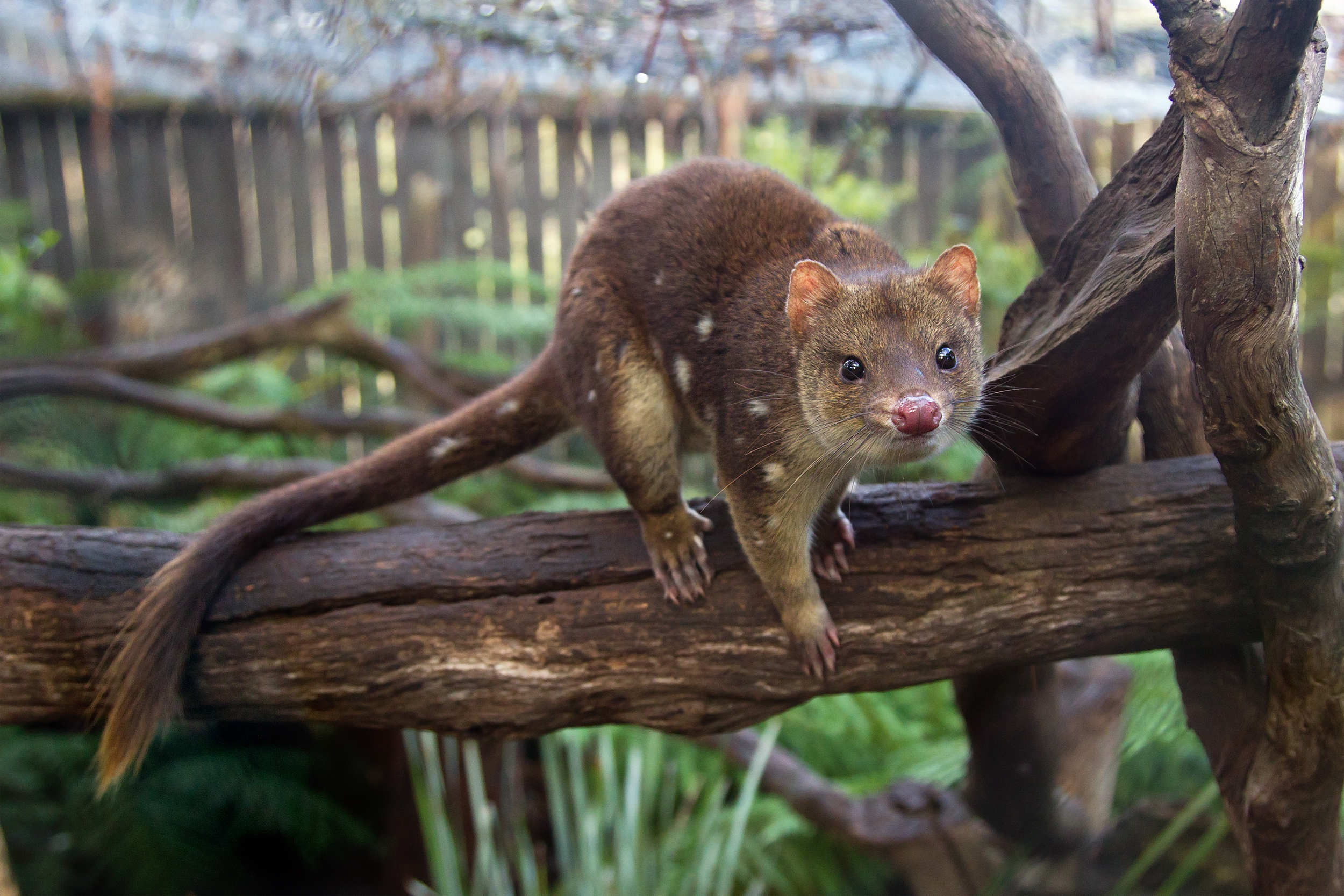
دصيور ببري في الأسر بحديقة حيوانات بونورونغ على جزيرة تسمانيا.

أعداد الدصيور بكافة أنواعها آخذةٌ بالتناقُص منذ عام 1770 نتيجة تدمير موائلها الطبيعيَّة على حساب التمدُّد العمراني. يواجه الدصيور الشمالي في مناطق عيشه أيضاً خطر علاجيم القصب، إلى حدِّ أن جامعة سيدني أطلقت عام 2010 مشروعاً يهدف إلى تعليم الدصيور كيف يتجنَّب هذه البرمائيات السامَّة. ثمَّة مشاريع عدة تعمل حالياً على إعادة إكثار الدصيور الشمالي في الأسر، وهي تحقِّق نجاحاً جيِّداً، إذ وضعت خلالها أكثر من 15 أنثى صغاراً في عام 2008 وحده. في عام 2011، ولد خمسةُ جراءٍ من الدصيور النمر في مركز حياة سيدني البريَّة، لكن أبويْهما كانا قليلي الخبرة لأنَّ عمرهما سنة واحدة، لكنَّ المسؤولين اضطروا لاستعمال ذكرٍ يافع لأن الذكور كبيرة السنِّ يُمكن أن تثور وتقتل الأنثى إذا لم تكُن راغبةً بالتزاوج.
من جهةٍ أخرى، يواجه الدصيور الغربي خطر الثعالب المفترسة، لكنَّ الحالة تتحسَّن مع تزايد برامج مكافحة الثعالب وإبادتها. يعمل قسم حماية البيئة في غربيِّ أستراليا على مراقبة أعداد الدصيور الغربي باستمرارٍ والتأكد من عدم تناقصها بصورةٍ خطرة، وذلك عبر مكافحة الثعالب ومراقبة تحطيب الأشجار ومعالجة حرائق الغابات. تشغِّل حديقة حيوان مدينة برث برنامج إكثارٍ ناجح للدصيور الغربي منذ عام 1989، نجح حتى الآن بتوليد أكثر من 60 دصيورٍ جديد.
من المُحتمل أن تتحسَّن حال أعداد الدصيور إذا ما أصبح سلعةً رائجة كحيوانٍ أليف في أستراليا. لكنَّ ثمة مخاطر أخرى لهذه الاستراتيجية، تتعلَّق بتكاثر الحيوان وأمورٍ أخرى. فمع أنَّ بعض العلماء يؤمنون بأنَّ تحول الدصيور إلى حيوانٍ أليف قد يكون أمراً مفيداً، إلا أنَّه لم يُجرَى عددٌ كافٍ من الأبحاث للتحقُّق من صحَّة ذلك.

## وصلات خارجية
- دصيورات في حديقة حيوانات لايبزيغ. (بالألمانية)